# Чмелевичі
Чмелевичі — (біл. вёска Чмялевічы), село (веска) в складі Логойського району розташоване в Мінській області Білорусі, підпорядковане Каміньській сільській раді.
Село Чмелевичі розташоване в центральних районах Білорусі, в північній частині Мінської області - орієнтовне розташування.